# Nationaal Park Kavir

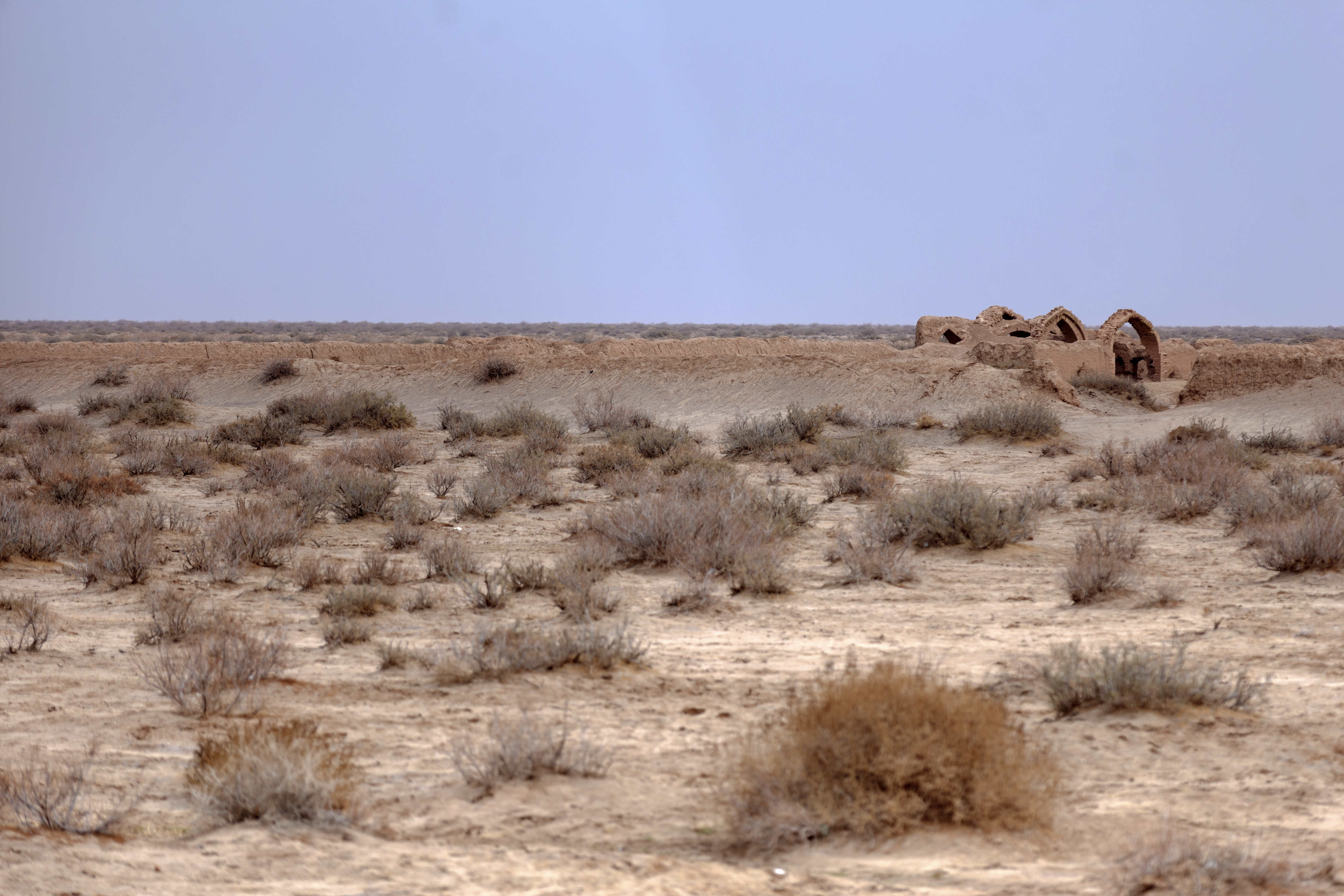
Woestijnlandschap in Nationaal Park Kavir

Nationaal Park Kavir (Perzisch: پارک ملی کویر, Pārk-e Melli-ye Kavir) is een beschermd natuurgebied in het centrum van Iran. Het park ligt ten zuidoosten van Teheran en beslaat een oppervlakte van ongeveer 4.000 km². Het gebied wordt gekenmerkt door een droog woestijnklimaat met zanderige vlakten, zoutmeren, rotsformaties en verspreide bergketens.

## Geografie

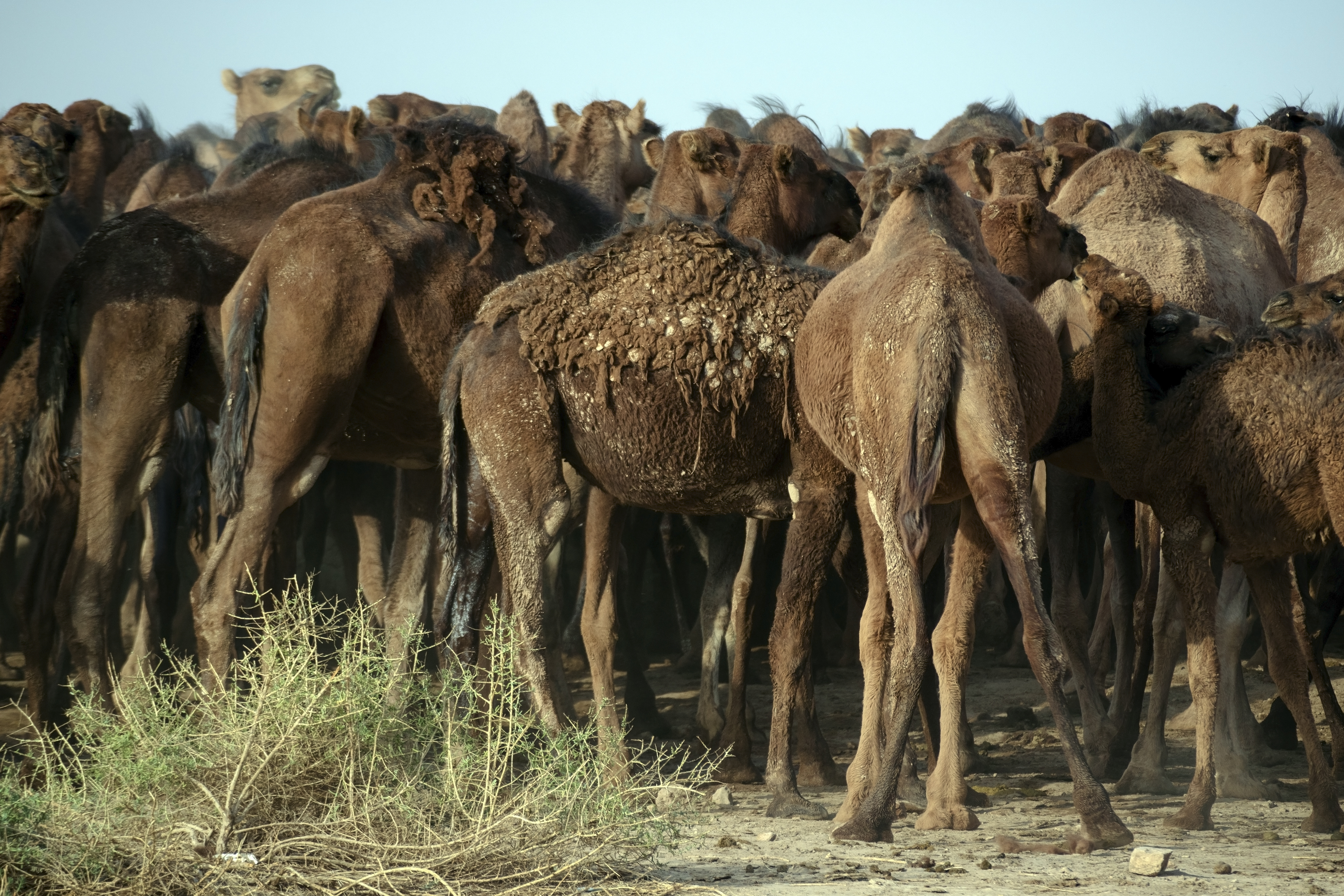
Kamelen in Nationaal Park Kavir

Nationaal Park Kavir ligt in het zuidelijke deel van de Dasht-e Kavir, de grootste zoutwoestijn van Iran. Het landschap is afwisselend: uitgestrekte vlaktes, zoutpannen (kavirs), duinen en heuvels wisselen elkaar af. De meest bekende zoutvlakte binnen het park is het Namakmeer.
Het park ligt op gemiddeld 800 tot 1.000 meter boven zeeniveau en grenst in het noorden aan het natuurreservaat Sefidab.

## Flora en fauna
Ondanks het extreme klimaat is Nationaal Park Kavir rijk aan biodiversiteit. Er komen verschillende woestijnplanten voor die goed bestand zijn tegen droogte en zout. Tot de diersoorten in het park behoren onder andere:
- Aziatisch jachtluipaard (Acinonyx jubatus venaticus) – ernstig bedreigd
- Perzische onager (Equus hemionus onager) – een wilde ezelsoort
- Gazellen
- Caracals en woestijnkatten
- Vossen, jakhalzen en steppenwolven
- Talrijke reptielen en woestijnvogels

Het park is een van de laatste bolwerken van de Aziatische jachtluipaard in het wild.

## Bescherming en bedreigingen
Kavir werd in 1979 uitgeroepen tot nationaal park en valt onder het beheer van het ministerie van milieu van Iran. Toch wordt het park bedreigd door stroperij, illegale mijnbouw, motorverkeer en militaire activiteiten in de regio. Toegang tot het park is sterk beperkt om de kwetsbare natuur te beschermen.

## Toerisme
Vanwege de beschermde status en militaire zones is toerisme in Nationaal Park Kavir beperkt. Bezoekers hebben vaak speciale toestemming nodig. Desondanks zijn er enkele wetenschappelijke en ecotoeristische expedities georganiseerd. Populaire gebieden zijn Qasr-e Bahram, een historisch karavanserai, en de woestijnvlaktes rond de zoutmeren.